# Parlamentswahl in Kap Verde 2011
Die Parlamentswahl in Kap Verde 2011 fand am 6. Februar 2011 in dem westafrikanischen Inselstaat Kap Verde statt. Die seit 2001 regierende sozialdemokratische Partei Partido Africano da Independência de Cabo Verde (PAICV, deutsch: „Afrikanische Partei für die Unabhängigkeit Kap Verdes“) unter Führung des  Premierministers José Maria Neves erhielt gut 50 Prozent der abgegebenen Stimmen. Ihre Hauptgegnerin war wie bei allen Wahlen seit der Einführung des Mehrparteiensystems im Jahre 1991 die liberale Partei Movimento para a Democracia (MpD, deutsch: Bewegung für Demokratie) unter Führung von Carlos Veiga, die diesmal gut 40 Prozent der Stimmen erhielt. Beide Parteien dominieren das politische Geschehen in Kap Verde seit dem Übergang zur Mehrparteien-Demokratie 1991 und haben das Land bisher jeweils zehn Jahre lang regiert. Die drittplatzierte União Caboverdiana Independente e Democrática konnte ihren Stimmenanteil gegenüber der Parlamentswahl in Kap Verde 2006 zwar verdoppeln, kam damit aber immer noch auf weniger als fünf Prozent der Stimmen und zwei Sitze im Parlament. Die übrigen beiden zur Wahl angetretenen Parteien lagen im bedeutungslosen Bereich von unter einem Prozent und konnten keine Sitze erringen.
Wegen Stromausfalls verzögerte sich die Bekanntgabe des offiziellen Ergebnisses, dennoch gestand Veiga am 7. Februar 2011 die bereits offensichtliche Niederlage seiner Partei ein. Beobachter sahen in diesem Eingeständnis vor der Bekanntgabe der offiziellen Ergebnisse ein Zeichen für die Stärke der Demokratie in Kap Verde.
- PAICV: 38
- MpD: 32
- UCID: 2

| Partei | Stimmen | Anteil  | Sitze |
| --- | ------- | ------- | ----- |
| Partido Africano da Independência de Cabo Verde (Afrikanische Partei für die Unabhängigkeit Kap Verdes, PAICV) | 117.967 | 52,68 % | 38    |
| Movimento para a Democracia (Bewegung für die Demokratie, MpD)                                                 | 94.674  | 42,27 % | 32    |
| União Caboverdiana Independente e Democrática (Unabhängige und demokratische Union Kap Verdes, UCID)           | 9842    | 4,39 %  | 2     |
| Partido do Trabalho e Solidariedade (Partei der Arbeit und der Solidarität)                                    | 1040    | 0,46 %  | —     |
| Partido Social Democrático (Sozialdemokratische Partei)                                                        | 429     | 0,19 %  | —     |
| Total (Wahlbeteiligung 75,5 %)                                                                                 | 189.238 | 100,0   | 72    |
| Quelle: |         |         |       |